# Mikałaj Haładzied
Mikałaj Macwiejewicz Haładzied, biał. Мікалай Мацвеевіч Галадзед, Mikałaj Macwiejewicz Haładzied, Nikołaj Gołodied (ur. 9 maja?/21 maja 1894 we wsi Stary Krywiec w ujeździe nowozybkowskim guberni czernihowskiej, zm. 21 czerwca 1937 w Mińsku) – działacz białoruskiego odrodzenia narodowego, publicysta, przewodniczący Rady Komisarzy Ludowych Białoruskiej Socjalistycznej Republiki Radzieckiej (1927–1937).
W czasie I wojny światowej służył w armii rosyjskiej, wziął udział w rewolucji październikowej i wojnie domowej w Rosji. Ukończył Akademię Rolniczą w Horkach. Od 1918 roku członek RKP(b), a od 1925 roku II sekretarz KC KP(b)B.
W latach 1921–1924 przewodniczący komitetu wykonawczego w Horkach. W 1927 roku stanął na czele Rady Komisarzy Ludowych Białoruskiej SRR, którą kierował do 1937 roku. Oskarżony o nacjonalizm białoruski aresztowany i przewieziony z Moskwy do Mińska, gdzie według oficjalnej wersji wyskoczył z czwartego piętra budynku lokalnej NKWD.